# Strip poker

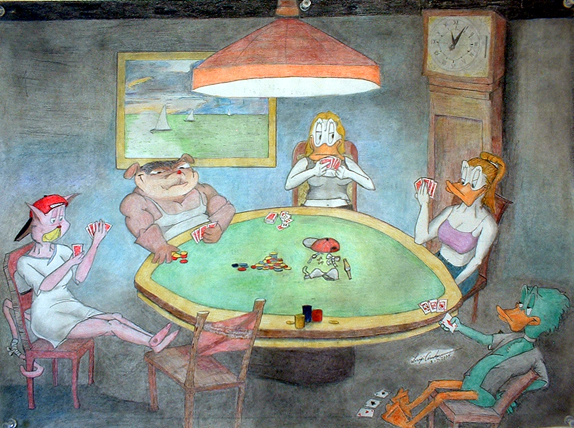
Dessin parodique montrant un strip poker.

Le strip poker est une variante du poker, joué fréquemment selon la règle du Texas Hold'em. Le principe est que, à chaque fois que le joueur n’a plus de jetons, il enlève un vêtement en échange d’une nouvelle cave. Lorsqu’il n’a plus ni argent, ni vêtement, il est éliminé. À chaque tour de jeu, chacun des éliminés a un gage, choisi par le gagnant de la manche.

## Histoire
Bien qu'il ait été suggéré que le strip poker soit originaire de La Nouvelle-Orléans à la même époque que les débuts du poker, au XIXe siècle, et qu'il ait été joué à ce moment-là dans des maisons closes, l'existence du terme est seulement attestée depuis 1916. Le strip poker a probablement commencé comme une blague entre garçons, et jusqu'à la fin des années 1930, la version courante actuelle (hommes et femmes ensemble) était appelé en Angleterre « strip poker mixte » pour la différencier de la version entre hommes, version non sexuelle.

## Jeux vidéo
En 1982, une compagnie américaine de jeux vidéo, Artworx, a produit un jeu de Strip Poker pour l'ordinateur Apple II. Il a été ensuite adapté pour d'autres ordinateurs, et est disponible. D'autres jeux suivirent.